# Kaba Uluu Kojomkyl
Kaba Uluu Kojomkyl, eller kort och gott Kojomkyl och Kozhomkul, född 1889 i Suusamyr, i Jaiyl-distriktet och död 1955 var en legendarisk kirgizisk kraftkarl. Jaiyl ligger i provinsen Tjüi, i Kirgizistan. Han ska ha vägt 164 kg och varit 230 cm lång, eller åtminstone en bit över två meter.
Det berättas om Kojomkyl att han var en exceptionell kraftkarl som kunde bära stenblock på 700 kg på sina skuldror. Han ska också vid ett tillfälle ha burit en häst mer än etthundra meter. Byn Suusamyr kallas numera vanligtvis Kojomkyl, eller Kojomkul, till hans åminnelse.

## Levnad
Kojomkyl föddes i Suusamyr-dalen 1889 och växte upp till en riktig jätte. Redan i sin ungdom mätte han därför sina krafter i olika tävlingar. Vid ett tillfälle deltog han i en brottningstävling i Toktogul där han slog många bättre kända och erfarna brottare. Kojomkyl vann med bedriften 50 får och flera ston, som han sägs ha delat ut till de fattiga i sin by. I slutet av 1920-talet var det ingen kirgiz som längre försökte mäta sina krafter med honom. Den enda kvarvarande medtävlaren i regionen var den kazakiska brottaren Cholok Balaban. Denne mötte Kojomkyl så småningom i en brottningsmatch republikerna emellan och besegrade honom i den 23:e minuten.
Efter revolutionen och regionens införlivande i Sovjetunionen anpassade sig Kojomkyl väl till sovjetiska sätt och fungerade i drygt tjugo år som ordförande för den kollektiva farmen i Suusamyr-dalen. Som ordförande tvingades Kojomkyl tillbringa ett år i fängelse eftersom han vägrade skriva under ett fördömande mot ordföranden för ett angränsande kollektiv. Han rykte som 'mjuk gigant' växte ytterligare i fängelset där han kom att respekteras av både fångar och vakter. Under det andra världskriget anses han ha gett många fattiga bybor mat tack vare sin skicklighet som jägare.
Anledningen till hans bortgång 1955 är höljd i dunkel, men det finns en berättelse som påminner om David och Goliath-legenden. Det ska ha varit en insekt i maten som fick honom att bli sjuk och så småningom avlida. Hans minne lever alltjämt i byn och det sägs bero på Kojomkyls ande att jordbävningen, som drabbade området 1991, visserligen skadade egendom i hela dalen men inte krävde några liv.
I trakten finns ett också museum grundat till hans minne. Det innehåller en del av hans ägodelar, bland annat kläder som ska bevisa hur stor han faktiskt var. Vid museet finns också ett stenblock som han ska ha burit på sina axlar.

## Kroppsmått
Vad gäller kraftkarlar kan uppgifter ofta vara överdrivna både om storlek och om kraftprov. Beträffande Kojomkyls mått finns därför ett flertal uppgifter. Samlade på ett ställe kan dessa sammanfattas så här:
- Längd 197 - 230 cm
- Vikt 164 - 203 kg
- Skostorlek — 52
- Handens längd — 26 cm
- Tumbredd — 4 cm